# Fascetta (meccanica)

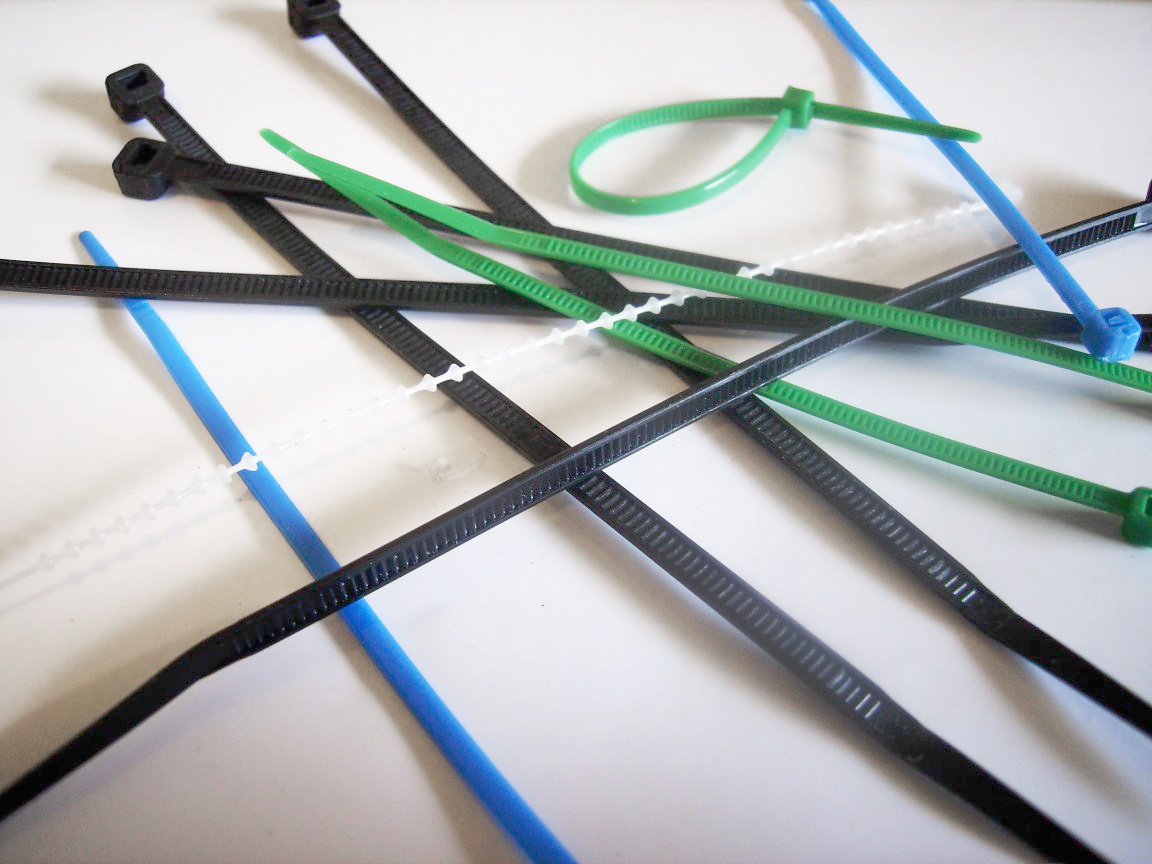
Fascette di plastica.

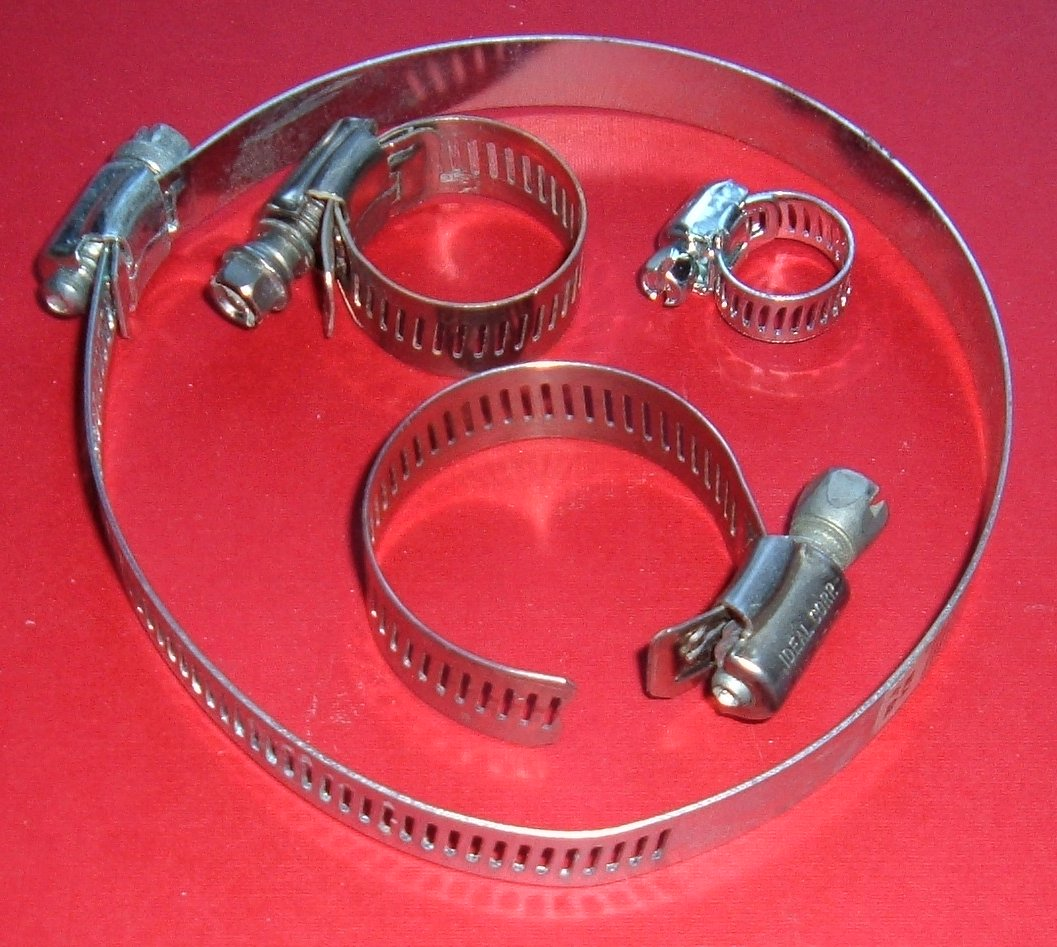
Fascetta metallica con vite di serraggio.

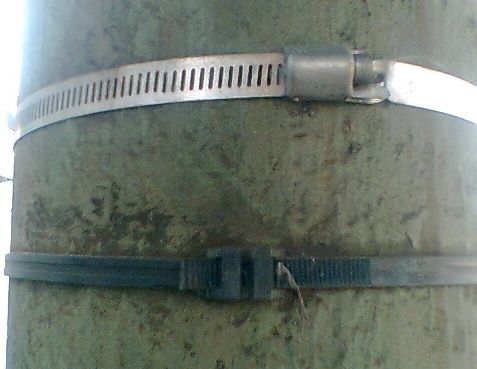
Fascetta di serraggio in alto
Fascetta stringicavo in basso

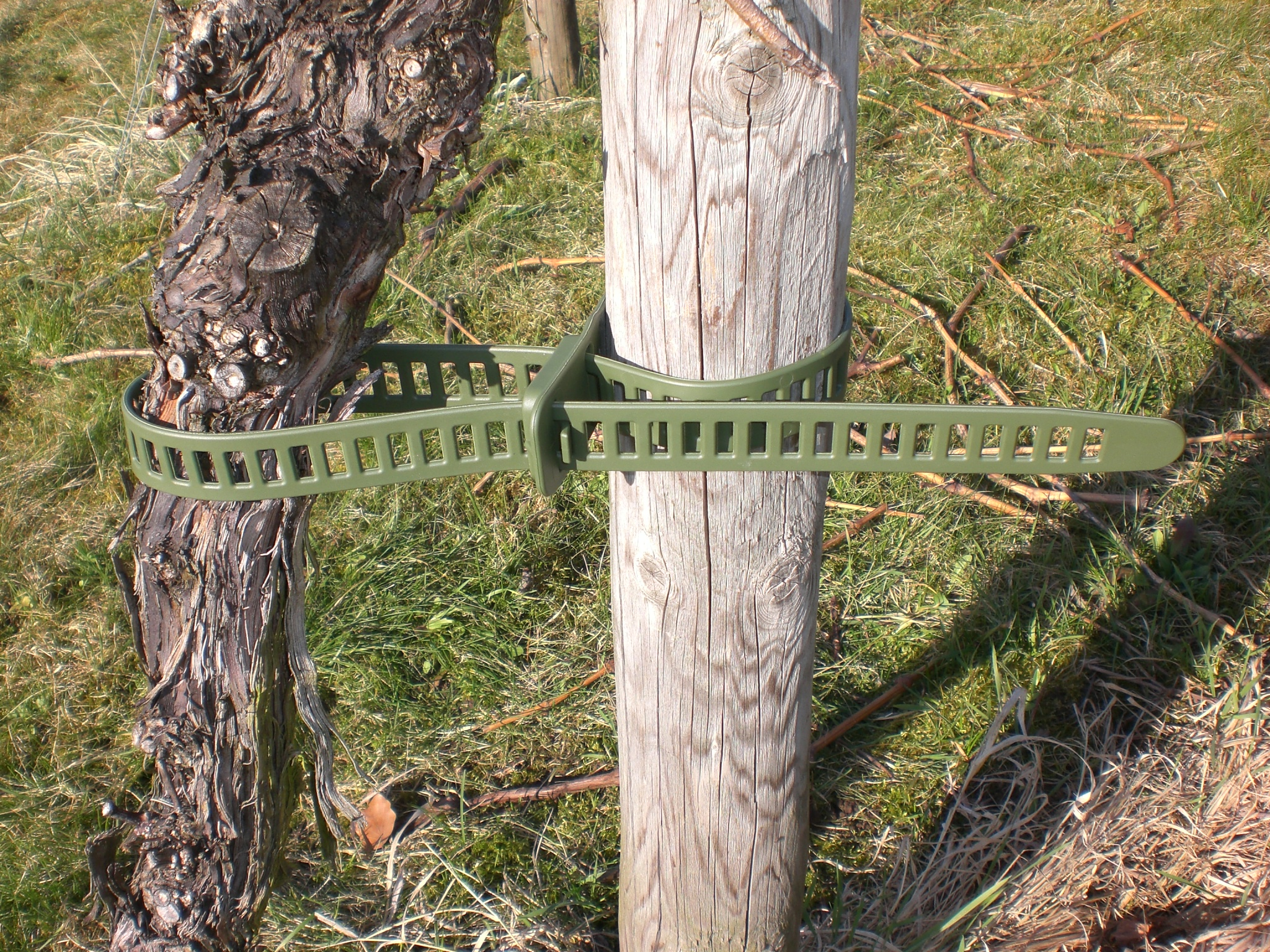
Fascetta stringicavo doppia del tipo sganciabile

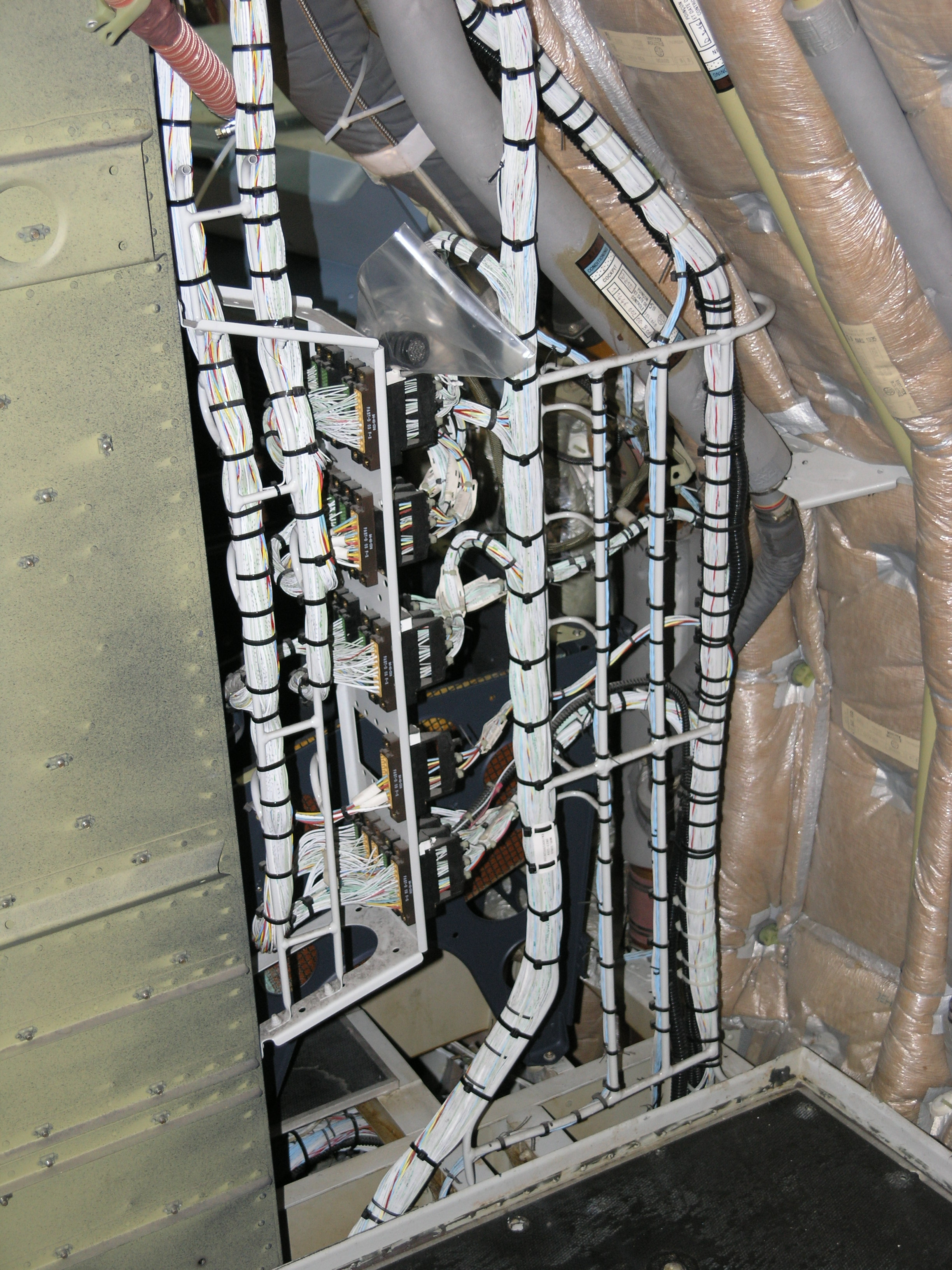
Cablaggio di un Airbus A320

La fascetta, anche detta fascetta di serraggio o fascetta stringicavo, è un sistema per fissare o per vincolare cavi, tubi o altri oggetti fra loro o a superfici vicine.

## Storia
La fascetta fu inventata dalla Thomas & Betts, azienda di componentistica elettrica, nel 1958 sotto il marchio Ty-Rap. Inizialmente furono progettate per il cablaggio di velivoli. Il disegno originale utilizzava un dente in metallo, ancora oggi esistente in determinati tipi. Thomas & Betts e altri, come Panduit e HellermannTyton, cambiarono nel corso degli anni la fabbricazione con polimeri come il nylon. La forma originale è cambiata nel tempo, dando vita a diversi tipi.

## Costruzione e utilizzi

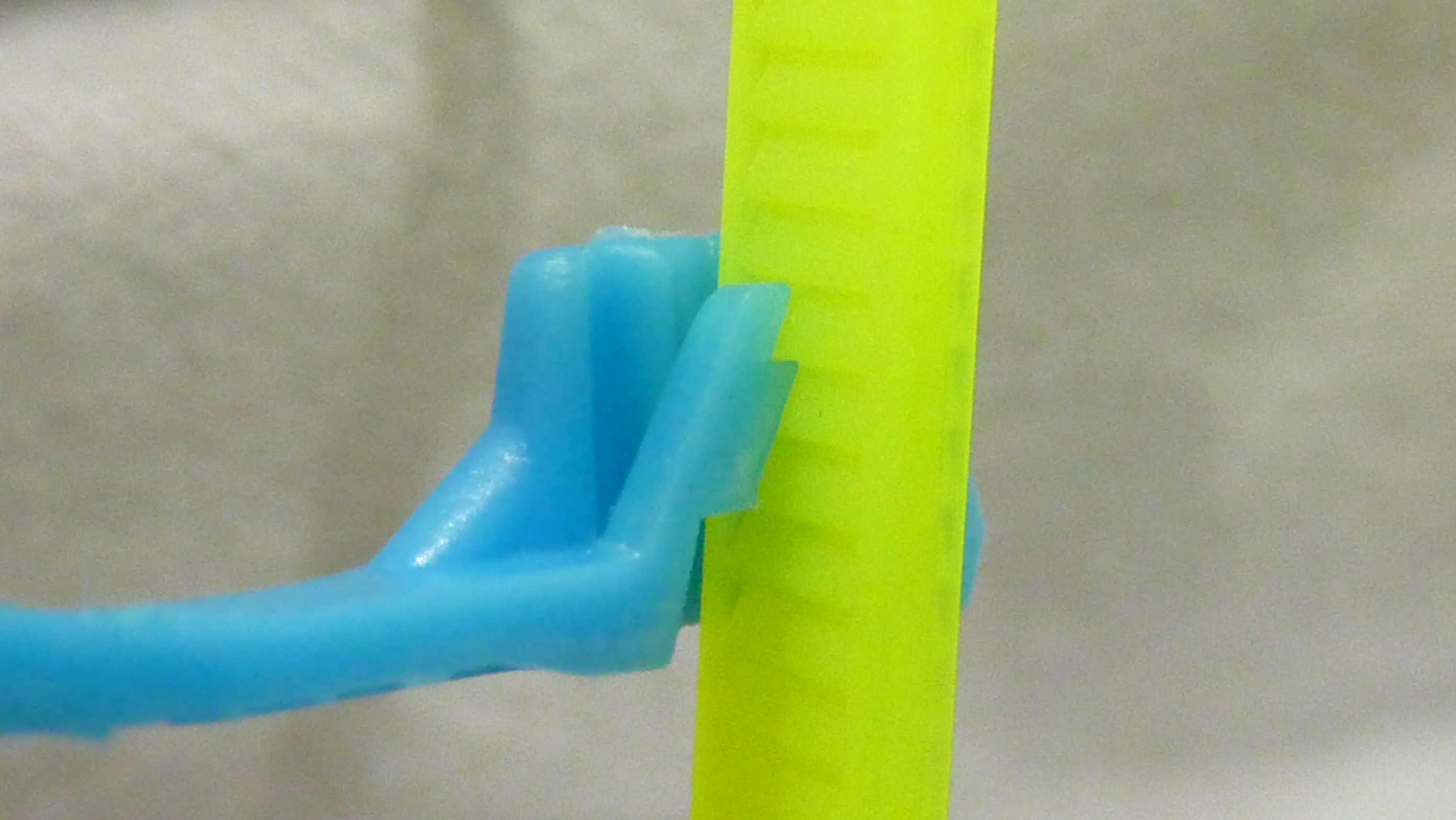
Il meccanismo di ritegno

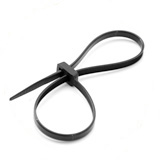
Fascetta a doppia testa

È costituita nella sua forma più comune in polimero, con una cremagliera e un sistema a cricco. Una volta inserita la lingua all'interno del cricco, non vi può essere più rilascio della stessa; solo un ulteriore serraggio è possibile. Per tensionare correttamente la fascetta, si può utilizzare un utensile specifico. L'utensile può anche tagliare la parte eccedente la fascetta una volta tensionata. Per aumentare la resistenza ai raggi UV, il polimero è solitamente caricato con il 2% di nero carbone. Fascette di colore blu sono costruite per l'industria alimentare con l'aggiunta di metallo, identificabili da parte dei metal detector. Fascette di ETFE (Tefzel) sono usate in ambienti radioattivi. Fascette rosse in ECTFE (Halar) sono usate in impianti di aerazione. Fascette in acciaio inox o galvanizzate, sono usate per resistere al fuoco o ad ambienti corrosivi. Le fascette possono essere usate come manette; disegni speciali sono stati sviluppati appositamente per questo scopo. Alcune fascette sono state create per il ritegno delle borchie.

## Tipologia

### Fascetta stringicavo
La fascetta stringicavo (in inglese cable tie) è solitamente una striscia di nylon lunga da 10 a 50 cm, larga qualche millimetro, dentellata su di un lato. Su un'estremità un foro rettangolare, contenente un dentino in cui si infila l'altra estremità, funge da blocco, consentendo solo il movimento a stringere (sistema a cricco o cricchetto).

### Fascetta di serraggio
La fascetta di serraggio (in inglese hose clamp) è solitamente di acciaio inox e sfrutta una vite senza fine per realizzare il bloccaggio. Viene comunemente usata per fissare tubi di gomma per passaggio d'acqua o altri liquidi.

## Accorgimenti
La fascetta può avere come accorgimenti:
- Sgancio rapido, alcune fascette possono permettere lo sgancio dell'elemento di tenuta per poterle aprire in modo immediato. Nel caso delle fascette di serraggio generalmente è dato da una particolare struttura della vite senza fine che può essere svincolata e sollevata in modo che questa non abbia più contatto con la parte dentata della fascetta, oppure nel caso delle fascette stringicavo il dente di tenuta flessibile è munito di una leva che svincola il dente di tenuta dalla fascetta.
- Doppia tenuta, questo sistema viene usato sulle fascette stringicavo in modo da poter stringere due gruppi di cavi e tenerli saldi assieme o in altre applicazioni come in botanica per tenere ferme due piante o una pianta con il suo supporto.
- Autotenuta queste sono delle fascette di serraggio che essendo flessibili non necessitano della vite di tenuta, ma devono essere solo aperte durante il posizionamento.

## Alternative
Si possono utilizzare sistemi come il velcro. Un'alternativa tecnologica sono le "Cable Cuff" o "Cable Wraptor": manette appositamente progettate

## Galleria d'immagini

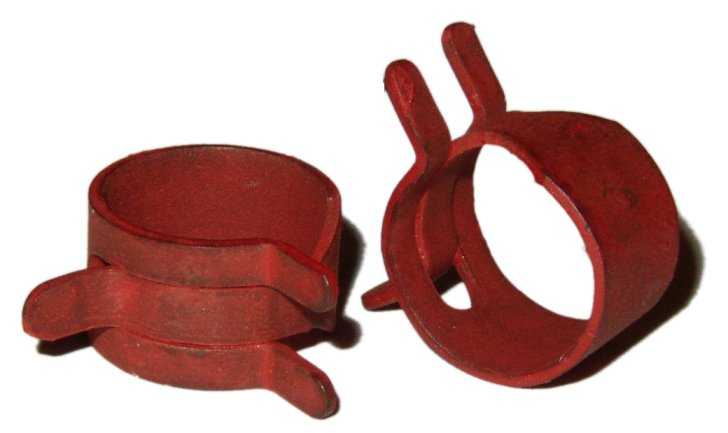
Fascetta di serraggio del tipo ad autotenuta
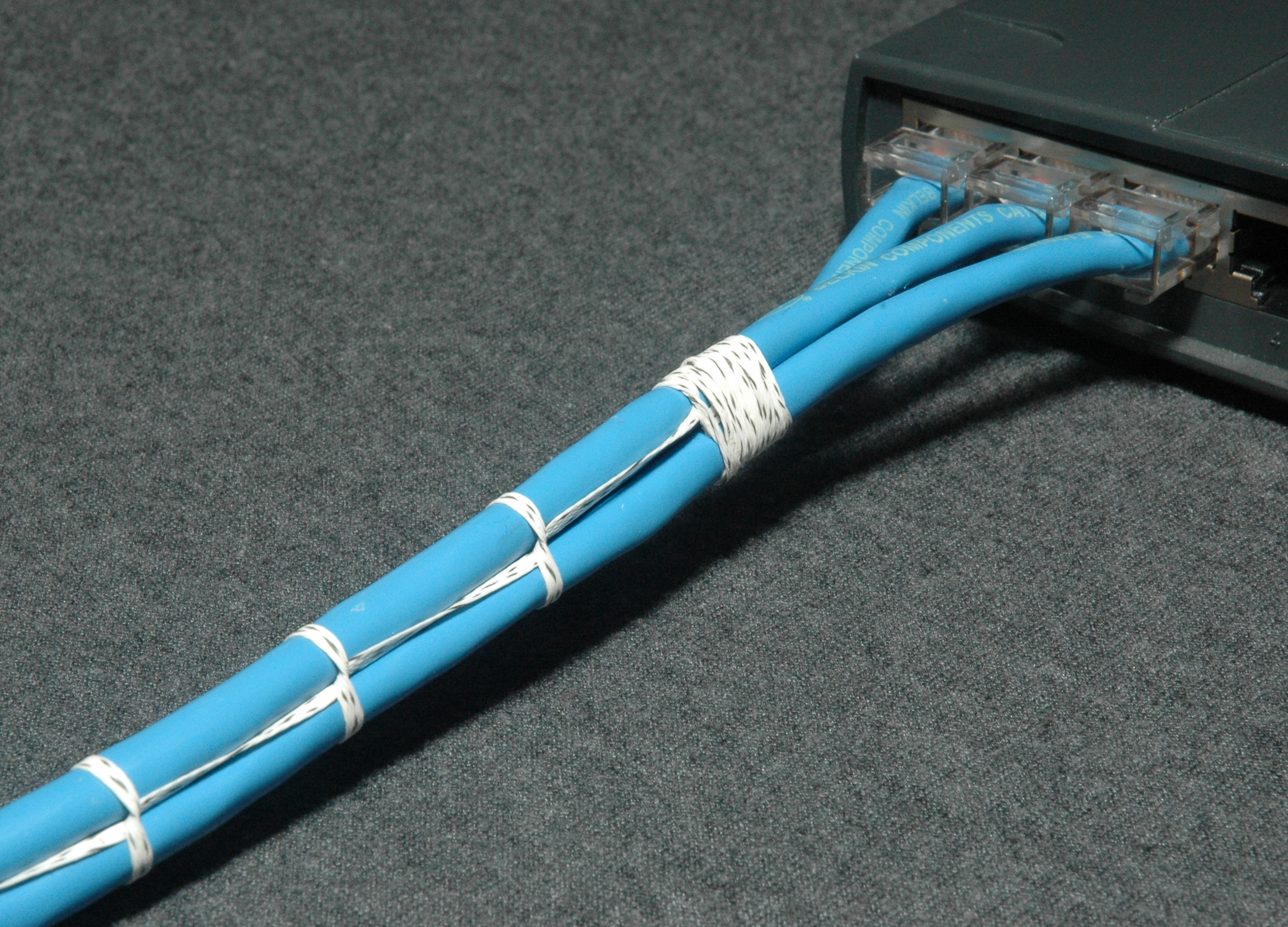
Serraggio con nodi
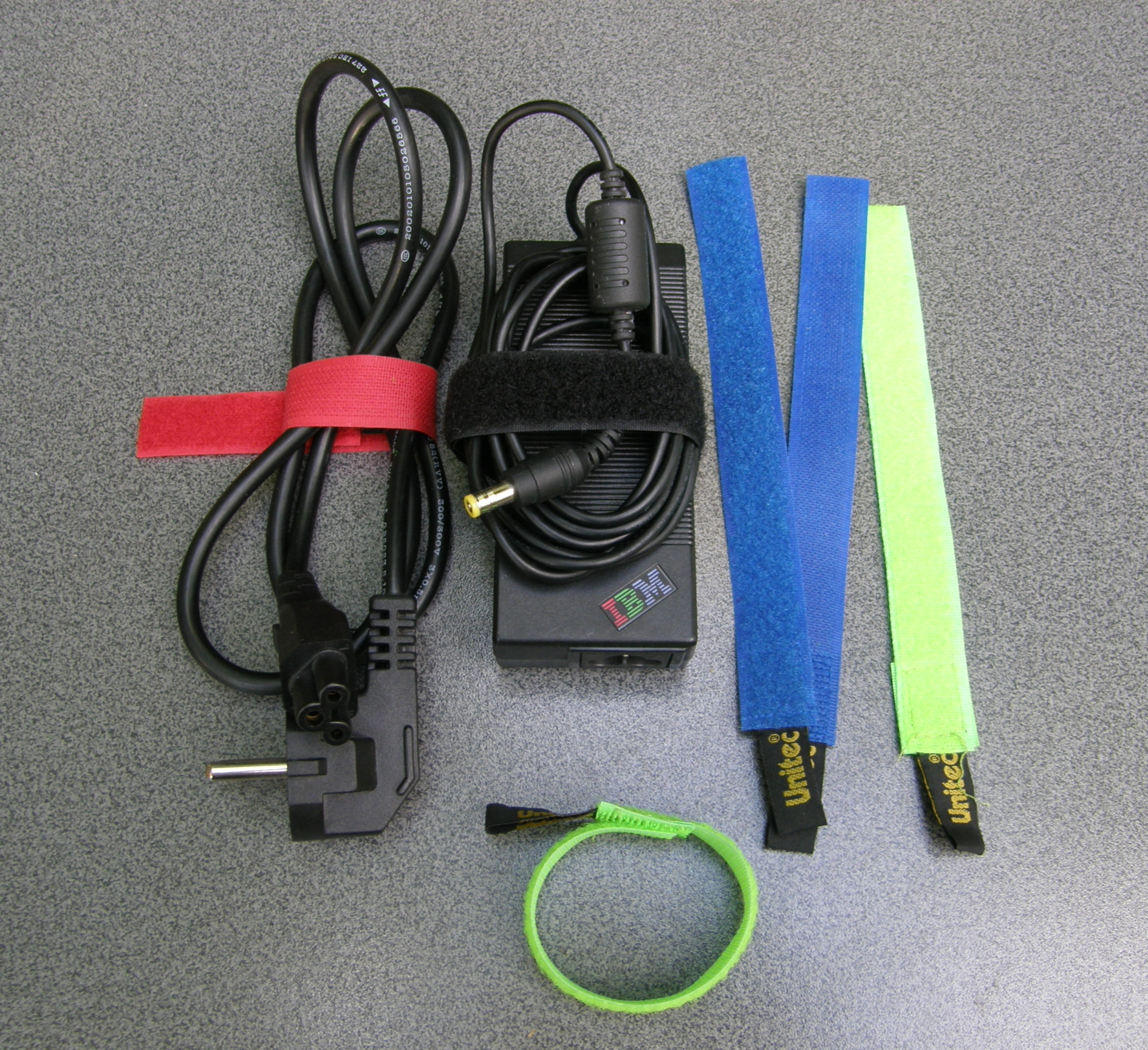
Serraggio con Velcro
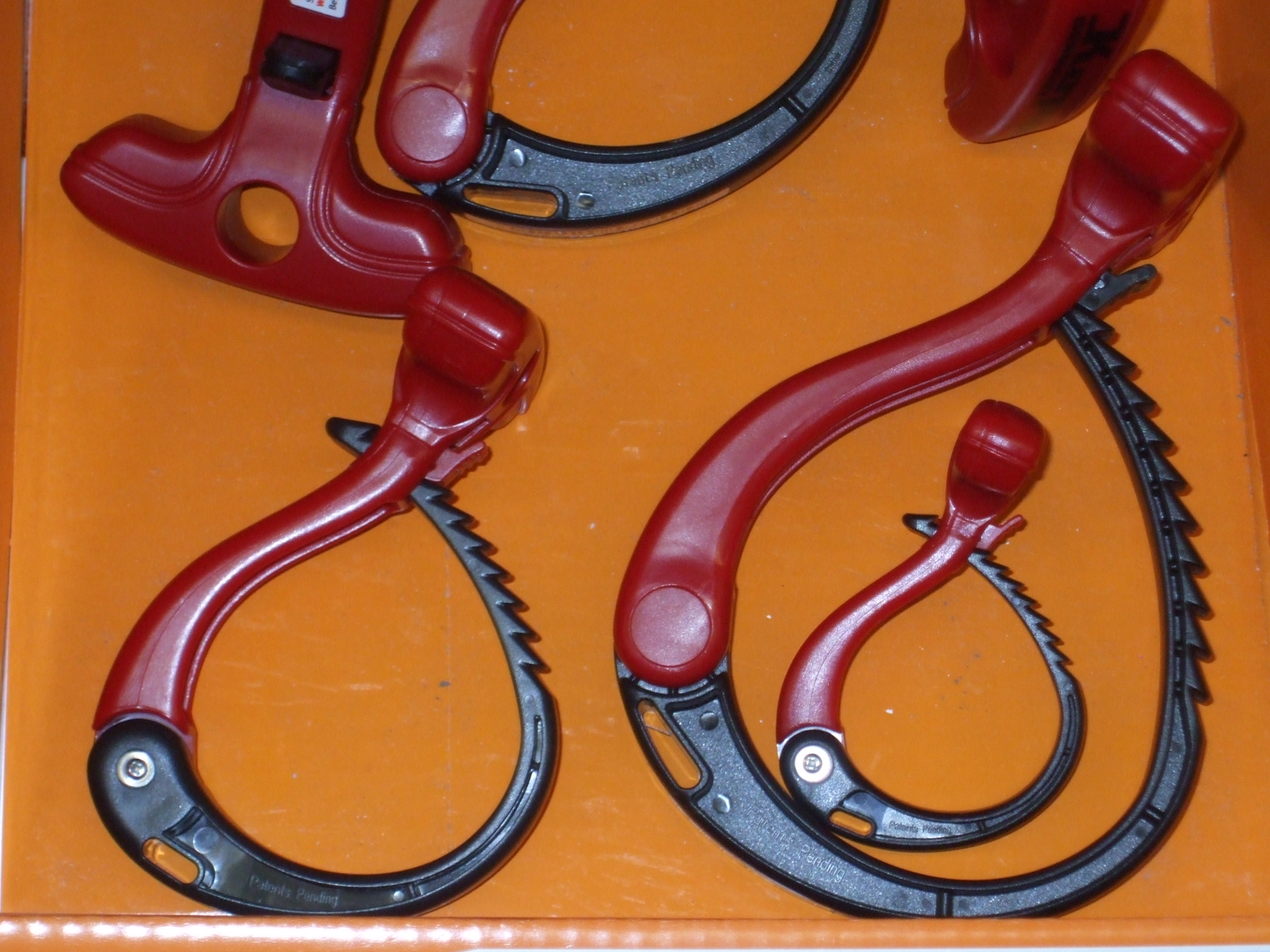
Wraptor di tre dimensioni diverse